# 나녀
"나녀"는 1979년에 개봉한 대한민국의 영화이다.

## 캐스팅
- 남궁원
- 윤연경
- 김희라
- 유종근
- 김기종
- 성명순
- 문미봉
- 한다영
- 양일민
- 지용남
- 최연수
- 박복남
- 김수천
- 유명순
- 김승남
- 김영화
- 사원배
- 김선웅
- 이지산
- 김기태
- 박만규
- 백동진
- 조복경
- 위희경
- 권윤희
- 오석민
- 강규하
- 박용팔
- 정희자
- 안종국
- 서향옥
- 채승병
- 이숙희
- 박채규
- 채순
- 송재만
- 장금숙
- 김정숙